# Oise-Aisne amerikai katonai temető
Az Oise-Aisne amerikai katonai temető (Oise-Aisne American Cemetery and Memorial) egy első világháborús amerikai sírkert, amely a franciaországi Fère-en-Tardenois közelében fekszik.

## Története
A temető területén 1918 augusztusában hantoltak el elesett katonát először. A sírkert olyan területen áll, amelyet az amerikai 42. Gyalogoshadosztály szabadított fel az előző hónapban. Területét Franciaország az Amerikai Egyesült Államoknak adományozta az első világháború befejezése után.
A sírkertet hivatalosan 1922-ben alapították, tervezője George Gibbs jr. volt. Az amerikai háborús emlékműveket felügyelő bizottság (American Battle Monuments Commission) kezeli. A temetőben 6012 amerikai katona nyugszik, legtöbbjük 1918-ban a környéken, a második marne-i csatában esett el. A hősi halottak közül 567-et nem sikerült azonosítani.
1919-ben az amerikai kormány három választási lehetőséget kínált fel a nyugati fronton elesett katonák családjánakː hazaszállítják a hősi halott maradványait; ha friss bevándorló volt, akkor származási helyén temetik el; katonai temetőben hantolják el Európában. Amikor eldőlt, hogy kik maradnak Európában, az amerikai kormány létrehozta az Oise-Aisne-i és a hozzá hasonló sírkerteket. 1930 és 1933 között a kormány gyászoló anyák és özvegyek európai útját finanszírozta, hogy felkereshessék szerettük nyughelyét.
A sírkert csaknem 148 ezer négyzetméteres. A bejárattól szelíd emelkedő nyúlik a temető túlsó oldala felé, ahol egy kápolna áll. A temetőt négy parcellára osztják a széles, fákkal szegélyezett utak és a rózsaágyások, találkozásuknál egy kör alakú teret alakítottak ki, amelynek közepén zászlórúd áll.

## A kápolna
A kápolna 1926 és 1930 között épült. Az emelkedő tetején áll, Ralph Adams Cram amerikai építész tervezte, rózsaszín és szürke homokkőből épült. A két szélső épületet félkörívben álló oszlopsor köti össze. A falakra 241 eltűnt hősi halott nevét vésték.

## Az E parcella

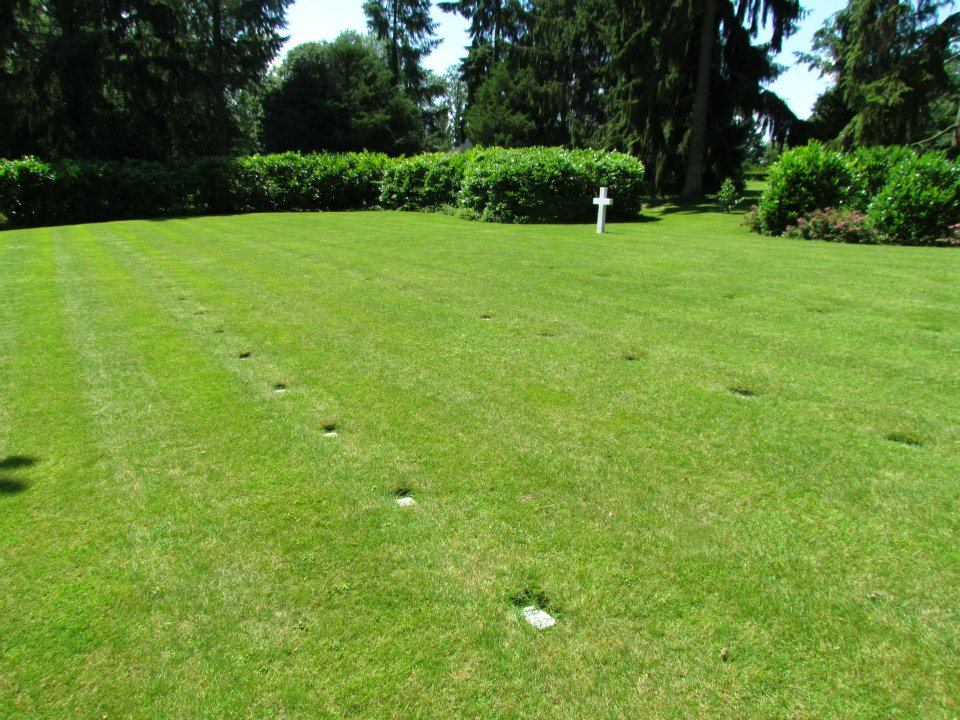
Az E parcella

A temetőtől nagyjából száz méterre található egy elkülönített, sövénnyel körbevett kicsi sírkert, amelyet E parcellának neveznek. A név abból ered, hogy a nagy temetőben négy – A, B, C, D – parcella van. Ebben a sírkertben olyan amerikai katonák nyugszanak, akiket a második világháború alatt vagy közvetlenül utána köztörvényes bűncselekményért (például gyilkosságért, nemi erőszakért) kivégeztek. Áldozataik közül 26 a bajtársuk volt, őket megölték. Rajtuk kívül 71 brit, francia, német, olasz, lengyel és algériai civilt gyilkoltak és/vagy erőszakoltak meg.
Több katonát eredetileg kivégzése helyén temettek el, és csak 1949-ben vitték a mostani területre, amikor elhatározták a szégyen parcella létrehozását. Azóta két halottat exhumáltak, és vittek az Egyesült Államokba. Egyikük Alex F. Miranda közlegény volt, akit 1990-ben szállítottak haza, a másik pedig Eddie Slovik közlegény, az egyetlen amerikai katona, aki dezertálásért végeztek ki a második világháborúban. Őt 1987-ben szállították az Államokba, Ronald Reagan utasítására.